# Charles Rollet
Pour les articles homonymes, voir Rollet.
Charles Rollet est un procureur français du XVIIe siècle, immortalisé par Nicolas Boileau dans le vers « J'appelle un chat un chat, et Rollet un fripon ».

## Biographie
Il comptait parmi ses clients des comédiens. C’est grâce à la minute d’une obligation notariée en date du 31 août 1670, reconnaissant un prêt de 300 livres accordé par ce Charles Rollet à Jean Mouchaingre et à sa femme, que l'on connaît notamment la signature de Molière : sous le nom de « Poquelin, sieur de Molière, demeurant rue Saint-Thomas-du-Louvre », il se porte en effet indirectement caution de l'opération, et l'acte porte donc sa signature.  
Il était connu pour ses friponneries, au point de figurer dans les œuvres de Boileau, dans Le Roman bourgeois de Furetière sous le nom de Vollichon, et dans Les Plaideurs de Racine sous le nom de Drôlichon. Il est même un des personnages de la pièce de théâtre Le bateau de Bouille de Jean-Baptiste Jobé.
Il fut condamné le 12 août 1681 pour avoir fait revivre une obligation de 500 livres dont il avait déjà reçu le paiement, à 9 ans de bannissement et à 4000 livres d'amende. Il fut dans la suite déchargé de la peine du bannissement, et obtint une place de garde au château de Vincennes, où il mourut avant 1688.
Il habitait rue de la Vieille-Monnaie, paroisse Saint Jacques de la Boucherie. En mars 1643, il avait épousé Jeanne Chauveau. Leur fils aîné Pierre Rollet, seigneur de Sablonnière, fut conseiller du Roi doyen de sa chambre du trésor. Un autre fils, Charles, mousquetaire de la garde, refit sa vie en Bourbonnais en changeant son nom en « de Sainsbut » « parce que celuy de Rollet luy attirait des insultes ».